# Ruth Stella Correa
Ruth Stella Correa Palacio, née le 13 novembre 1959 à Pereira (Colombie), est une magistrate et femme politique colombienne. Membre du Parti libéral, elle est ministre de la Justice entre 2012 et 2013. 